# Walburga Külz
Walburga Külz (* 22. September 1921 in Mittelberg; † 15. Oktober 2002 in Erbach) war eine deutsche Keramikerin.

## Leben
Walburga Külz erlernte ihren Beruf von 1940 bis 1944 in der Keramikwerkstatt von Otto Lindig in Dornburg/Saale, zeitweilig war sie auch in der Porzellanmanufaktur Fürstenberg als Volontärin tätig. Anschließend studierte sie in Bremen an der Nordischen Kunsthochschule Malerei auf Keramik bei Siegfried Möller.
Nach ihrer Meisterprüfung, die sie 1946 in Weimar ablegte, arbeitete sie erneut kurzzeitig für Otto Lindig. Sie übernahm 1947 die Leitung der Keramikwerkstatt Margaretenhöhe in Essen. 1953 richtete sie in Erbach im Rheingau ihre eigene Werkstatt ein, in der sie bis 1988 tätig war. Ab 1968 fertigte sie vor allem zweckfreie Keramik und Kleinplastiken. 1973 wurde sie mit dem Hessischen Staatspreis für das Deutsche Kunsthandwerk ausgezeichnet.
Anlässlich ihres 80. Geburtstages fand im Museum für Angewandte Kunst in Gera und danach im Marburger Universitätsmuseum für Kunst und Kulturgeschichte eine Ausstellung über ihr Werk statt.